# Super Adventure Island
Super Adventure Island (jap.: 高橋名人の大冒険島, Hepburn: Takahashi Meijin no Daibōken Jima) ist ein Jump ’n’ Run, das von Hudson Soft für das Super Nintendo Entertainment System veröffentlicht wurde. Das Spiel erschien April 1992 in den Vereinigten Staaten.

## Handlung
Im Laufe seiner Abenteuer gelang es Meister Higgins den Frieden und die Ruhe seines Zuhauses, der mystischen Abenteuerinsel, aufrechtzuerhalten. Er verdiente sich sogar die Liebe und Unterstützung seiner Freundin Tina. Nachts genoss der junge Held in aller Stille eine wohlverdiente Ruhe mit seiner Freundin, die treu auf seiner Seite auf einer Baumkrone lehnte. Als die Wärme von Tinas sanfter Berührung plötzlich zu einer eisigen Kälte wird, dreht er sich um und stellt schockiert fest, dass der böse Zauberer Dark Cloak einen Zauber verwendet hat, um Tina für die Ewigkeit in eine Steinstatue zu verwandeln. Dark Cloak zieht sich zum legendären Eisberg auf der anderen Seite des Meeres zurück und Higgins beschließt, den bösen Zauberer zu besiegen, um sie wieder zum Leben zu erwecken.

## Spielprinzip
Abgesehen von der verbesserten Grafik und dem Audio unterscheidet sich das Spiel nicht wesentlich von seinen Vorgängern. Der Spieler steuert Higgins, während er durch fünf Level mit jeweils vier Abschnitten reist. In den ersten drei Bereichen jeder Stufe kämpft sich Higgins durch einen Hindernisparcours und bekämpft viele Feinde. Der letzte Abschnitt des Levels besteht aus einem Bosskampf. Die Dinosaurier-Gefährten aus den Vorgängern sind im Spiel nicht vorhanden. Allerdings hat Higgins jetzt die Wahl zwischen zwei Waffen: der Standard-Steinaxt und einem Bumerang. Wenn Higgins eine vierte Waffe der gleichen Art auswählt, werden seine Schüsse zu Feuerbällen, die stärker sind und Steine zerstören können. Während des Spiels muss der Spieler tropische Früchte sammeln, damit sein Lebensbalken nicht erschöpft wird. Er kann auch ein Skateboard erwerben, damit der Spieler im Level schneller vorankommt.

## Rezeption
Allgame gab dem Spiel 4,5 von 5 Punkte stellte fest, dass das Spiel das gleiche Gameplay wie der Vorgänger hat, aber die Grafik wurde verbessert und das Spiel eine abwechslungsreiche Soundtrack. Außerdem besitzt das Spiel eine Vielzahl von Herausforderungen. Kritisiert wurde hingegen der langsamen Bewegung der Hauptfigur. Super Gamer gab dem Spiel eine Gesamtpunktzahl von 42 %. Im Jahr 2018 platzierte Complex Super Adventure Island auf Platz 80 ihrer „Die besten Super Nintendo-Spiele aller Zeiten“.